# Raio de Luz
Raio de Luz é o décimo sétimo álbum de estúdio da cantora brasileira Simone, lançado em 1991 pela Sony/Columbia.
Simone perseguiu compositors para novo repertório inédito. O álbum contém a versão de Simone para a canção "Será", o primeiro sucesso da banda Legião Urbana. A versão de Simone fez parte da trilha da telenovela Perigosas Peruas. O cantor espanhol Julio Iglesias participa da faixa "Brigas", um bolero de 1966. Clara Nunes também participa do álbum na faixa "Conto de Areia". A faixa Raios de Luz (por vezes grafada como Raio de Luz) foi tema de abertura da telenovela "De Corpo e Alma", exibida entre 1992/1993, pela TV Globo, de autoria de Gloria Perez.
Raios de Luz foi gravada por Barbra Streisand com letras em inglês “Let's Start Right Now” escritas por Roxanne Seeman. Em 19 de maio de 2003, Jermaine Jackson apresentou "Let's Start Right Now" ao vivo para as câmeras no talk show The View (série de TV dos Estados Unidos)". Leila Maria fez um cover de "Let’s Start Right Now" com Cristovão Bastos arranjando e tocando piano.

## Faixas
| N.º | Título                                                                                   | Duração |  |
| 1.  | "Raios de Luz" (Cristóvão Bastos / Abel Silva)                                           | 3:59    |  |
| 2.  | "Ai Ai Ai" (Ivan Lins / Vítor Martins)                                                   | 4:33    |  |
| 3.  | "Todos os Olhos Te Olham (Todos Los Ojos Te Miran)" (Pablo Milanés / Vrs. Chico Buarque) | 3:17    |  |
| 4.  | "Meu Ninho" (Wagner Tiso / Ronaldo Bastos)                                               | 3:30    |  |
| 5.  | "Conto de Areia" (Romildo / Toninho Gerais)                                              | 3:38    |  |
| 6.  | "Será" (Dado Villa-Lobos / Renato Russo / Marcelo Bonfá)                                 | 5:10    |  |
| 7.  | "Brigas" (Jair Amorim / Evaldo Gouveia)                                                  | 3:41    |  |
| 8.  | "Têmpera" (Gonzaguinha)                                                                  | 2:49    |  |
| 9.  | "Desafio" (Ivan Lins / Vitor Martins)                                                    | 4:02    |  |
| 10. | "As Pessoas" (Fátima Guedes)                                                             | 2:20    |  |